# Morti nel 2007/Maggio
| Questa pagina contiene informazioni ricavate automaticamente dalle voci biografiche con l'ausilio del template Bio e di un bot. L'aggiornamento è periodico e automatico e ricostruisce completamente la pagina. Se manca una persona in questa lista, sei pregato di non aggiungerla, ma accertati piuttosto che la sua voce biografica contenga il template Bio e che i dati anagrafici siano correttamente compilati. Se il template Bio manca, inseriscilo tu stesso o, in alternativa, metti l'avviso {{tmp\|Bio}} che ne segnala la mancanza. Se i dati riportati sono sbagliati, correggi direttamente la voce biografica; le modifiche saranno visibili in questa lista entro pochi giorni. Per chiarimenti vedi il progetto biografie. La lista contiene solo le 126 persone che sono citate nell'enciclopedia e per le quali è stato implementato correttamente il template Bio. Pagina aggiornata al 18 giu 2025. |

- 1º maggio - Zahari Mednikarov, direttore di coro bulgaro (n. 1924)
- 1º maggio - Giorgio Pardi, ginecologo italiano (n. 1940)
- 1º maggio - Fermín Trueba, ciclista su strada spagnolo (n. 1914)
- 2 maggio - Abdulhamid al-Bakkusch, politico libico (n. 1933)
- 2 maggio - Mario Cubbino, fumettista italiano (n. 1930)
- 2 maggio - Giusy Devinu, soprano italiano (n. 1960)
- 2 maggio - Franco Jurlano, dirigente sportivo italiano (n. 1928)
- 2 maggio - Juan Valdivieso, calciatore peruviano (n. 1910)
- 3 maggio - Sergio Cotta, giurista e filosofo italiano (n. 1920)
- 3 maggio - Warja Honegger Lavater, illustratrice svizzera (n. 1913)
- 3 maggio - Nikita Nikitič Romanov, storico russo (n. 1923)
- 3 maggio - Carlo Sanna, politico italiano (n. 1920)
- 3 maggio - Walter Schirra, astronauta statunitense (n. 1923)
- 4 maggio - Danilo Fioravanti, ginnasta e allenatore di ginnastica artistica italiano (n. 1913)
- 4 maggio - Noël Milarew Odingar, politico ciadiano (n. 1932)
- 4 maggio - Emanuele Riverso, filosofo italiano (n. 1928)
- 4 maggio - José Roca, allenatore di calcio e calciatore messicano (n. 1928)
- 4 maggio - Aldo Stefanile, giornalista italiano (n. 1924)
- 4 maggio - Brian Woodall, calciatore inglese (n. 1948)
- 5 maggio - Mario Tanassi, politico italiano (n. 1916)
- 5 maggio - ʿAbd al-Majīd bin ʿAbd al-ʿAzīz Āl Saʿūd, politico saudita (n. 1942)
- 6 maggio - Carey Bell, armonicista e bassista statunitense (n. 1936)
- 6 maggio - Marco Corbelli, compositore, musicista e produttore discografico italiano (n. 1970)
- 6 maggio - Tamás Gábor, schermidore ungherese (n. 1932)
- 6 maggio - Curtis Harrington, regista statunitense (n. 1926)
- 6 maggio - Marcel Pfeuti, arbitro di pallacanestro svizzero (n. 1913)
- 7 maggio - Isabella Blow, editrice britannica (n. 1958)
- 7 maggio - Shirl Conway, attrice statunitense (n. 1916)
- 7 maggio - Diego Corrales, pugile statunitense (n. 1977)
- 7 maggio - Emma Lehmer, matematica russa (n. 1906)
- 7 maggio - Gino Pariani, calciatore statunitense (n. 1928)
- 7 maggio - Arch Whiting, attore statunitense (n. 1936)
- 8 maggio - Mark Burns, attore britannico (n. 1936)
- 8 maggio - Milena Di Giuseppantonio, cantante lirica italiana (n. 1935)
- 8 maggio - Velma Dunn, tuffatrice statunitense (n. 1918)
- 8 maggio - Abd Allah bin Faysal Al Sa'ud, principe, politico e imprenditore saudita (n. 1923)
- 9 maggio - Charley Ane, giocatore di football americano statunitense (n. 1931)
- 9 maggio - Alfred D. Chandler Jr., storico statunitense (n. 1918)
- 9 maggio - Giuseppe Chiari, pittore e compositore italiano (n. 1926)
- 9 maggio - Theodore Harold Maiman, fisico statunitense (n. 1927)
- 9 maggio - János Steinmetz, pallanuotista ungherese (n. 1947)
- 10 maggio - Paulino Bernabé, liutaio spagnolo (n. 1932)
- 10 maggio - Oliver Millar, storico dell'arte britannico (n. 1923)
- 10 maggio - Giorgio Mirri, compositore di scacchi italiano (n. 1917)
- 10 maggio - Walter Sacchetti, politico, partigiano e sindacalista italiano (n. 1918)
- 11 maggio - Malietoa Tanumafili II, sovrano samoano (n. 1913)
- 11 maggio - Bernie Mehen, cestista statunitense (n. 1918)
- 11 maggio - Orazio Petrosillo, giornalista e saggista italiano (n. 1947)
- 11 maggio - Valentin Pšenicyn, biatleta sovietico (n. 1936)
- 12 maggio - Dadullah Akhund, militare e politico afghano (n. 1966)
- 12 maggio - Teddy Infuhr, attore statunitense (n. 1936)
- 12 maggio - Edy Vásquez, calciatore honduregno (n. 1983)
- 12 maggio - Malika al-Fassi, scrittrice marocchina (n. 1919)
- 13 maggio - Ettore Carminati, arbitro di calcio italiano (n. 1930)
- 13 maggio - Mendel Jackson Davis, politico statunitense (n. 1942)
- 13 maggio - Pierre Duprey, vescovo cattolico e missionario francese (n. 1922)
- 14 maggio - Nishihira Kosei, maestro di karate giapponese (n. 1942)
- 15 maggio - Giorgio Cavaglieri, architetto e pittore italiano (n. 1911)
- 15 maggio - Jerry Falwell, pastore protestante statunitense (n. 1933)
- 15 maggio - Yolanda King, attrice e produttrice cinematografica statunitense (n. 1955)
- 15 maggio - Angus McBride, pittore e illustratore inglese (n. 1931)
- 15 maggio - Jean Saubert, sciatrice alpina statunitense (n. 1942)
- 15 maggio - Beryl Swain, motociclista britannica (n. 1936)
- 15 maggio - Eugenio Vélez-Troya, criminologo spagnolo (n. 1921)
- 16 maggio - Franco Asinari, pittore e incisore italiano (n. 1916)
- 16 maggio - Mary Douglas, antropologa britannica (n. 1921)
- 16 maggio - Gohar Gasparyan, soprano armeno (n. 1924)
- 16 maggio - C. Timothy O'Meara, montatore statunitense (n. 1943)
- 16 maggio - Alberto Verso, costumista italiano (n. 1941)
- 17 maggio - Lloyd Alexander, scrittore statunitense (n. 1924)
- 17 maggio - Petro Balabujev, ingegnere sovietico (n. 1931)
- 17 maggio - Paolo Bevilacqua, politico italiano (n. 1923)
- 17 maggio - Franco Viviani, calciatore e allenatore di calcio italiano (n. 1930)
- 17 maggio - Eugen Weber, storico statunitense (n. 1925)
- 18 maggio - Alan Bannister, pistard britannico (n. 1922)
- 18 maggio - Pierre-Gilles de Gennes, fisico francese (n. 1932)
- 18 maggio - Herbie Lewis, contrabbassista statunitense (n. 1941)
- 18 maggio - Mika Špiljak, politico jugoslavo (n. 1916)
- 19 maggio - Edda Ducci, filosofa italiana (n. 1929)
- 19 maggio - Jack Findlay, pilota motociclistico australiano (n. 1935)
- 19 maggio - Antonio Frova, archeologo italiano (n. 1914)
- 20 maggio - Christian Delacampagne, filosofo e scrittore francese (n. 1949)
- 20 maggio - Alberto Grilli, latinista e filologo classico italiano (n. 1920)
- 20 maggio - Stanley Miller, biochimico statunitense (n. 1930)
- 20 maggio - Marcello Morgante, vescovo cattolico italiano (n. 1915)
- 20 maggio - Oswald Tschirtner, pittore austriaco (n. 1920)
- 20 maggio - Ben Weisman, compositore statunitense (n. 1921)
- 21 maggio - Vincenzo Bellavista, imprenditore e dirigente sportivo italiano (n. 1943)
- 21 maggio - Bruno Mattei, regista, sceneggiatore e montatore italiano (n. 1931)
- 21 maggio - Maurizio Puddu, funzionario, politico e attivista italiano (n. 1931)
- 21 maggio - Aleksandr Rošal', scacchista e giornalista sovietico (n. 1936)
- 22 maggio - Erik Gaardhøje, calciatore danese (n. 1938)
- 22 maggio - Joseph Planckaert, ciclista su strada belga (n. 1934)
- 22 maggio - Hejno Iogannović Potter, astronomo russo (n. 1929)
- 22 maggio - Art Stevens, animatore e regista statunitense (n. 1915)
- 23 maggio - Gennaro Auricchio, imprenditore italiano (n. 1914)
- 23 maggio - Jole De Maria, cantante lirica italiana (n. 1929)
- 23 maggio - Kei Kumai, regista giapponese (n. 1930)
- 23 maggio - Pierluigi Magni, arbitro di calcio italiano (n. 1947)
- 23 maggio - Sandro Verzari, trombettista italiano (n. 1949)
- 25 maggio - Laurie Bartram, attrice statunitense (n. 1958)
- 25 maggio - Oscar Basso, calciatore argentino (n. 1922)
- 25 maggio - Ferruccio Bortoluzzi, artista italiano (n. 1920)
- 25 maggio - Lee Frost, regista, sceneggiatore e montatore statunitense (n. 1935)
- 25 maggio - Charles Nelson Reilly, attore e doppiatore statunitense (n. 1931)
- 26 maggio - James Beck, storico dell'arte statunitense (n. 1930)
- 26 maggio - Marek Krejčí, calciatore slovacco (n. 1980)
- 26 maggio - Sirio Piovesan, violinista italiano (n. 1917)
- 26 maggio - Howard Porter, cestista statunitense (n. 1948)
- 27 maggio - Marco Ratti, bassista e contrabbassista italiano (n. 1932)
- 27 maggio - Leonora Ruffo, attrice italiana (n. 1936)
- 27 maggio - Gretchen Wyler, attrice, cantante e attivista statunitense (n. 1932)
- 27 maggio - Ed Yost, inventore statunitense (n. 1919)
- 27 maggio - Zard, cantante giapponese (n. 1967)
- 28 maggio - Jörg Immendorff, pittore, scultore e scenografo tedesco (n. 1945)
- 28 maggio - Toshikatsu Matsuoka, politico giapponese (n. 1945)
- 28 maggio - Aldo Stella, storico italiano (n. 1923)
- 29 maggio - Dave Balon, hockeista su ghiaccio canadese (n. 1938)
- 29 maggio - Donald George Johanos, direttore d'orchestra statunitense (n. 1928)
- 30 maggio - Jean-Claude Brialy, attore, regista e sceneggiatore francese (n. 1933)
- 30 maggio - William Meredith, poeta statunitense (n. 1919)
- 30 maggio - Evgenij Mišakov, hockeista su ghiaccio sovietico (n. 1941)
- 30 maggio - Werner Schley, allenatore di calcio e calciatore svizzero (n. 1935)
- 31 maggio - Daniele Bertotto, compositore italiano (n. 1947)
- 31 maggio - Isabel de Pomés, attrice spagnola (n. 1924)
- 31 maggio - Emmanuel Hostache, bobbista francese (n. 1975)